# رومين باترسون
رومين باترسون (بالإنجليزية: Romaine Patterson)‏ هي مقدمة برامج إذاعية أمريكية، ولدت في 31 مارس 1978 في وايومنغ في الولايات المتحدة.

## وصلات خارجية
- الموقع الرسمي